# Lilja Sigurðardóttir
Lilja Sigurðardóttir (1972) is een IJslandse schrijfster van misdaadromans en toneelstukken. Haar thrillers spelen zich af in Reykjavik.

## Biografie
Lilja Sigurðardóttir werd in 1972 geboren, behaalde een graduaat in Engeland en daarna een BA in pedagogie en onderwijs aan de Universiteit van IJsland. Lilja was eerst werkzaam als onderwijzeres alvorens voltijds auteur te worden.

### Carrière
Lilja’s eerste misdaadroman Spor werd in 2009 gepubliceerd en goed ontvangen. Een jaar later volgde Fyrirgefning. Vanaf 2015 volgde de Reykjavík Noir-trilogie Gildran, Netið en Búrið waarvan de filmrechten verworven werden door 66 Degrees North/Palomar Pictures. Gildran werd in 2018 genomineerd voor de CWA International Dagger. In 2018 won Lilja de IJslandse literatuurprijs Blóðdropinn voor Búrið en in 2019 voor Svik. Lilja’s boeken werden in verschillende talen vertaald, onder andere Engels, Duits en Frans maar nog niet in het Nederlands.
Lilja schrijft ook scenario’s voor televisie en haar toneelstuk Stóru börnin, uitgevoerd door het Lab Loki theatergezelschap in 2013-2014 in het Tjarnarbóí-theater, werd in 2014 bekroond als IJslands toneelstuk van het jaar.